# Иньо
Иньо (на английски: Inyo) е окръг в Калифорния. Окръжният му център е град Индипендънс. Окръг Иньо се намира на юг от Националният парк Йосемити.

## Население
Окръг Иньо е с население от 17 945 души. (2000)

## География
Окръг Иньо е с обща площ от 26 488 км2 (10 227 мили2).

## Населени места

### Градове
- Бишъп

### Други населени места
- Биг Пайн
- Вали Уелс
- Даруин
- Диксън Лейн - Медоу Крийк
- Западен Бишъп
- Индипендънс
- Кийлър
- Лоун Пайн
- Меса
- Пиърсънвил
- Раунд Вали
- Фърнъс Крийк
- Хоумуд Кениън
- Уилкърсън
- Шошон